# بطولة الأمم الخمس 1990
بطولة الأمم الخمسة 1990 (بالإنجليزية: 1990 Five Nations Championship)‏ هو الموسم 96 من  بطولة الأمم الستة، وهو الموسم 96 من  بطولة الأمم الستة. كان عدد الأندية المشاركة فيه  5، وفاز فيه منتخب إنجلترا الوطني لاتحاد الرغبي.